# Casas de Benítez
Casas de Benítez – gmina w Hiszpanii, w prowincji Cuenca, w Kastylii-La Mancha, o powierzchni 46,74 km². W 2011 roku gmina liczyła 1018 mieszkańców.